# Morfologisk teknik
Morfologi betyder "form". Navnet morfologisk teknik hentyder til, at man med denne teknik får kendskab til løsningsrummets "form" eller opbygning. Den morfologisk teknik er en af de få metoder, hvormed løsningsrummet kan undersøges totalt – på et bestemt abstraktionsniveau.
| filosofi | Spire Denne filosofiartikel er en spire som bør udbygges. Du er velkommen til at hjælpe Wikipedia ved at udvide den. |